# Mallemort
Pour l’article ayant un titre homophone, voir Malemort (homonymie).
Mallemort est une commune française située dans le département des Bouches-du-Rhône en région Provence-Alpes-Côte d'Azur. Elle fait partie de la métropole d'Aix-Marseille-Provence. La commune se trouve sur les bords de la Durance, rive gauche, face au Luberon, qui borde la rive droite.
Mallemort est traversée par une piste cyclable qui relie Mallemort à la Roque d’Anthéron et passe par Charleval .

## Géographie

### Localisation

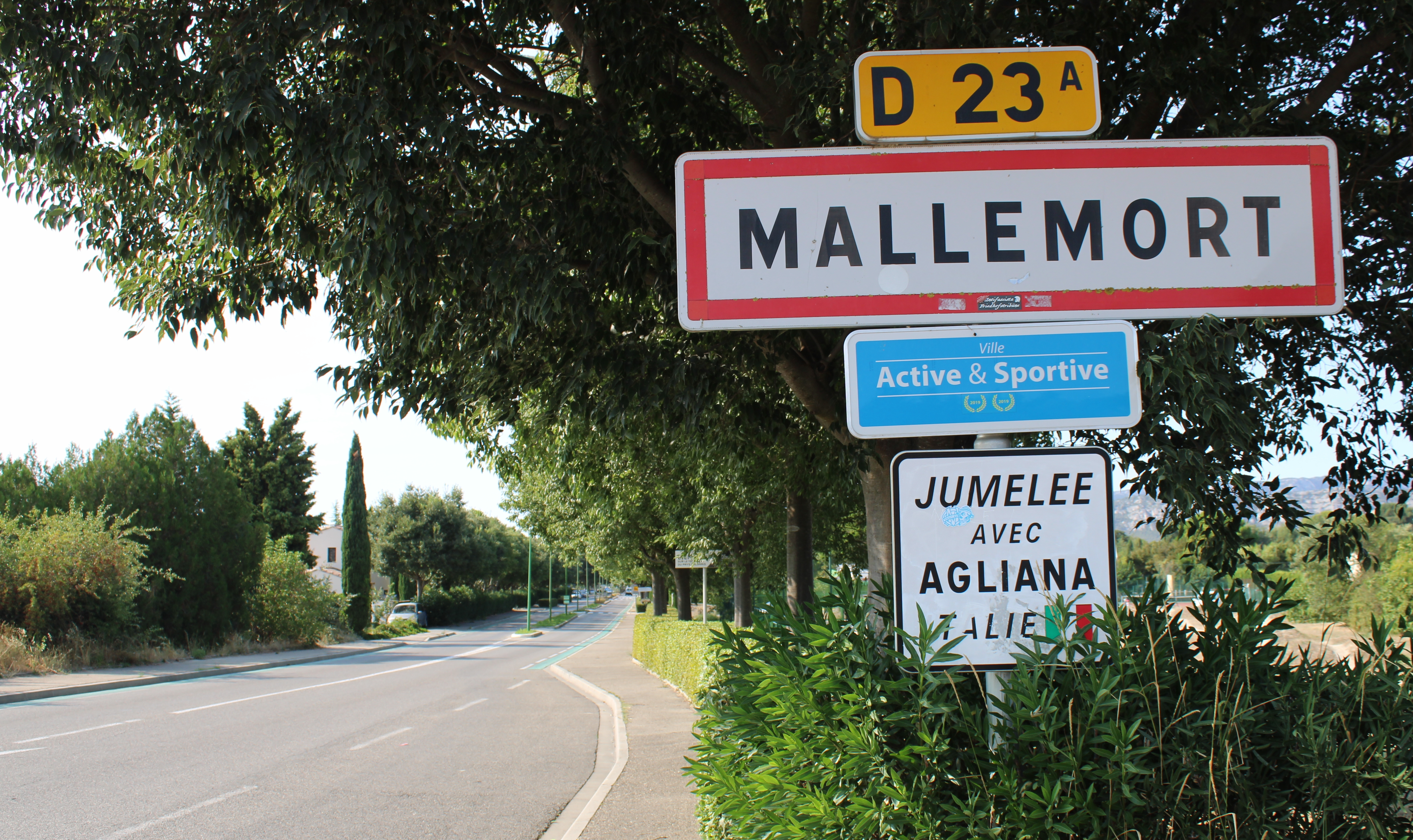
Entrée de la commune.

| Cheval-Blanc (Vaucluse) | Mérindol (Vaucluse) | Puget (Vaucluse) |
| Senas                   | Mallemort           | Charleval        |
|                         | Alleins             | Vernegues        |

### Climat
Pour des articles plus généraux, voir Climat de Provence-Alpes-Côte d'Azur et Climat des Bouches-du-Rhône.
En 2010, le climat de la commune est de type climat méditerranéen franc, selon une étude du Centre national de la recherche scientifique s'appuyant sur une série de données couvrant la période 1971-2000. En 2020, Météo-France publie une typologie des climats de la France métropolitaine dans laquelle la commune est exposée à un climat méditerranéen et est dans la région climatique  Provence, Languedoc-Roussillon, caractérisée par une pluviométrie faible en été, un très bon ensoleillement (2 600 h/an), un été chaud (21,5 °C), un air très sec en été, sec en toutes saisons, des vents forts (fréquence de 40 à 50 % de vents > 5 m/s) et peu de brouillards. 
Pour la période 1971-2000, la température annuelle moyenne est de 14 °C, avec une amplitude thermique annuelle de 17,3 °C. Le cumul annuel moyen de précipitations est de 647 mm, avec 5,9 jours de précipitations en janvier et 2,2 jours en juillet. Pour la période 1991-2020, la température moyenne annuelle observée sur la station météorologique de Météo-France la plus proche, « Salon-de-Provence », sur la commune de Salon-de-Provence à 12 km à vol d'oiseau, est de 14,7 °C et le cumul annuel moyen de précipitations est de 594,1 mm. 
La température maximale relevée sur cette station est de 43,4 °C, atteinte le 28 juin 2019 ; la température minimale est de −18,5 °C, atteinte le 12 février 1956,,. 
Les paramètres climatiques de la commune ont été estimés pour le milieu du siècle (2041-2070) selon différents scénarios d'émission de gaz à effet de serre à partir des nouvelles projections climatiques de référence DRIAS-2020. Ils sont consultables sur un site dédié publié par Météo-France en novembre 2022.

## Urbanisme

### Typologie
Au 1er janvier 2024, Mallemort est catégorisée petite ville, selon la nouvelle grille communale de densité à 7 niveaux définie par l'Insee en 2022.
Elle appartient à l'unité urbaine de Mallemort, une agglomération intra-départementale dont elle est ville-centre,. Par ailleurs la commune fait partie de l'aire d'attraction de Mallemort, dont elle est la commune-centre,. Cette aire, qui regroupe 1 communes, est catégorisée dans les aires de moins de 50 000 habitants,.

### Occupation des sols
L'occupation des sols de la commune, telle qu'elle ressort de la base de données européenne d’occupation biophysique des sols Corine Land Cover (CLC), est marquée par l'importance des territoires agricoles (68,9 % en 2018), en diminution par rapport à 1990 (73 %). La répartition détaillée en 2018 est la suivante : 
zones agricoles hétérogènes (55,6 %), cultures permanentes (10,4 %), zones urbanisées (7,8 %), milieux à végétation arbustive et/ou herbacée (7,1 %), espaces verts artificialisés, non agricoles (6,6 %), espaces ouverts, sans ou avec peu de végétation (4,2 %), zones industrielles ou commerciales et réseaux de communication (3,5 %), terres arables (1,9 %), eaux continentales (1,5 %), prairies (0,9 %), forêts (0,5 %). L'évolution de l’occupation des sols de la commune et de ses infrastructures peut être observée sur les différentes représentations cartographiques du territoire : la carte de Cassini (XVIIIe siècle), la carte d'état-major (1820-1866) et les cartes ou photos aériennes de l'IGN pour la période actuelle (1950 à aujourd'hui).

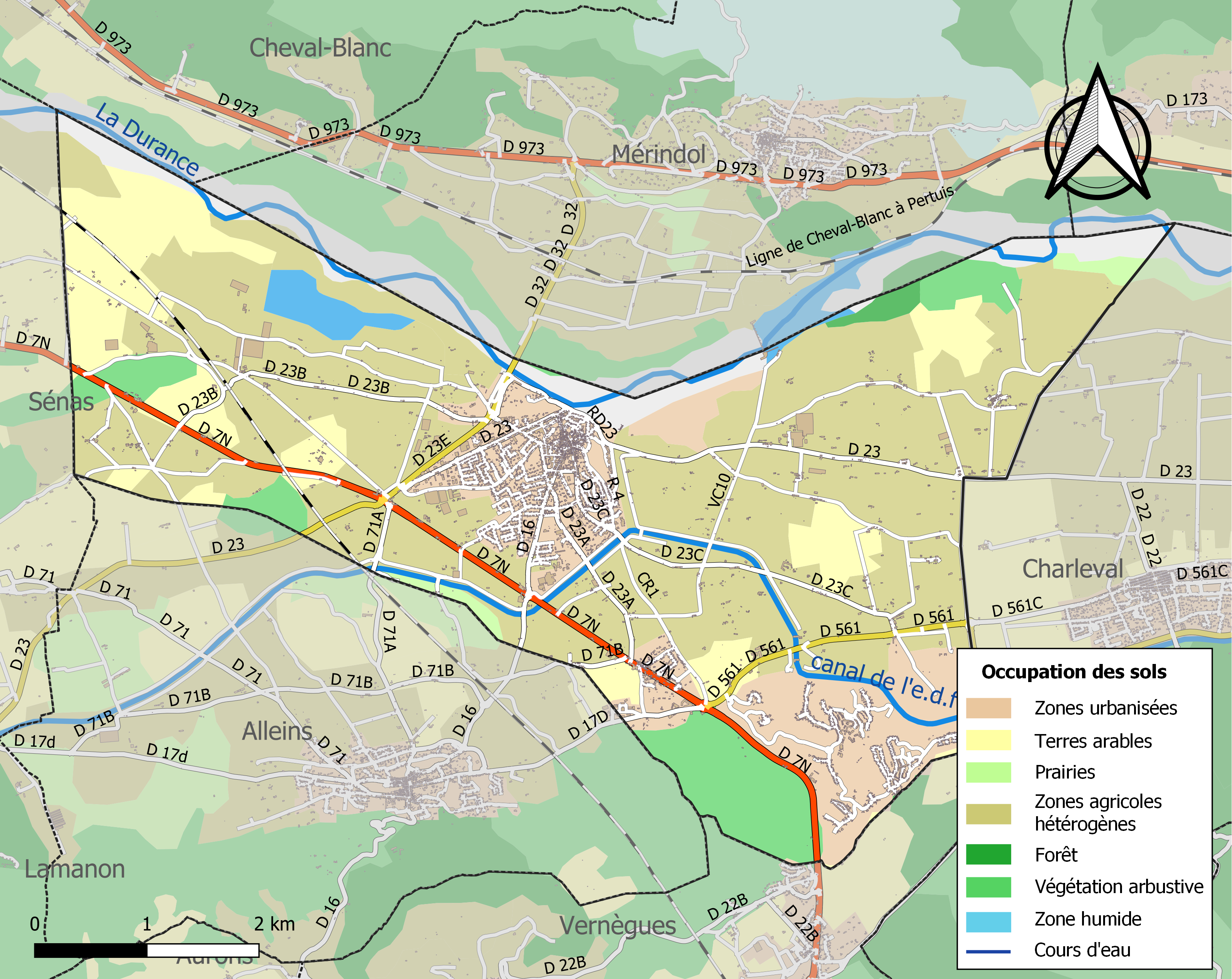
Carte des infrastructures et de l'occupation des sols de la commune en 2018 (CLC).

## Toponymie
Le nom de la commune vient de « mal » (mauvaise) et « mort ». La région auparavant envahie par les marais réduisait cette région agricole à la maladie et à la stérilité des terres. Les marais sont asséchés.

## Histoire

### Moyen Âge
En 1092, Mallemort est appelée Castro Malemortis. Elle prend son nom de Malamors au XIIe siècle.
En 1189, les hospitaliers du Pont de Bon Pas entretiennent une Maison sur le Podium Sanguinolentum (le Puy Ensanglanté) de Mallemort dominant le passage sur la Durance.
La mort de la reine Jeanne Ire ouvre une crise de succession à la tête du comté de Provence, les villes de l’Union d'Aix (1382-1387) soutenant Charles de Duras contre Louis Ier d'Anjou. Le roi de France, Charles VI, intervient et envoie le sénéchal de Beaucaire, Enguerrand d'Eudin, qui fait la conquête de Mallemort à l’été 1383. Lorsque Louis Ier meurt et que sa veuve, Marie de Blois, arrive en Provence pour défendre les droits de son fils Louis II, elle réclame que le sénéchal lui cède la ville, ce qu’il refuse par instruction du roi de France.

### Période moderne
En avril 1545, une persécution est organisée contre les Vaudois. Les troupes de Paulin de La Garde, sous la direction du premier président du Parlement d’Aix, Jean Maynier, seigneur d'Oppède, pillent le village. Les terres sont confisquées, les hommes massacrés, les femmes violées avant d’être tuées.

### Période contemporaine

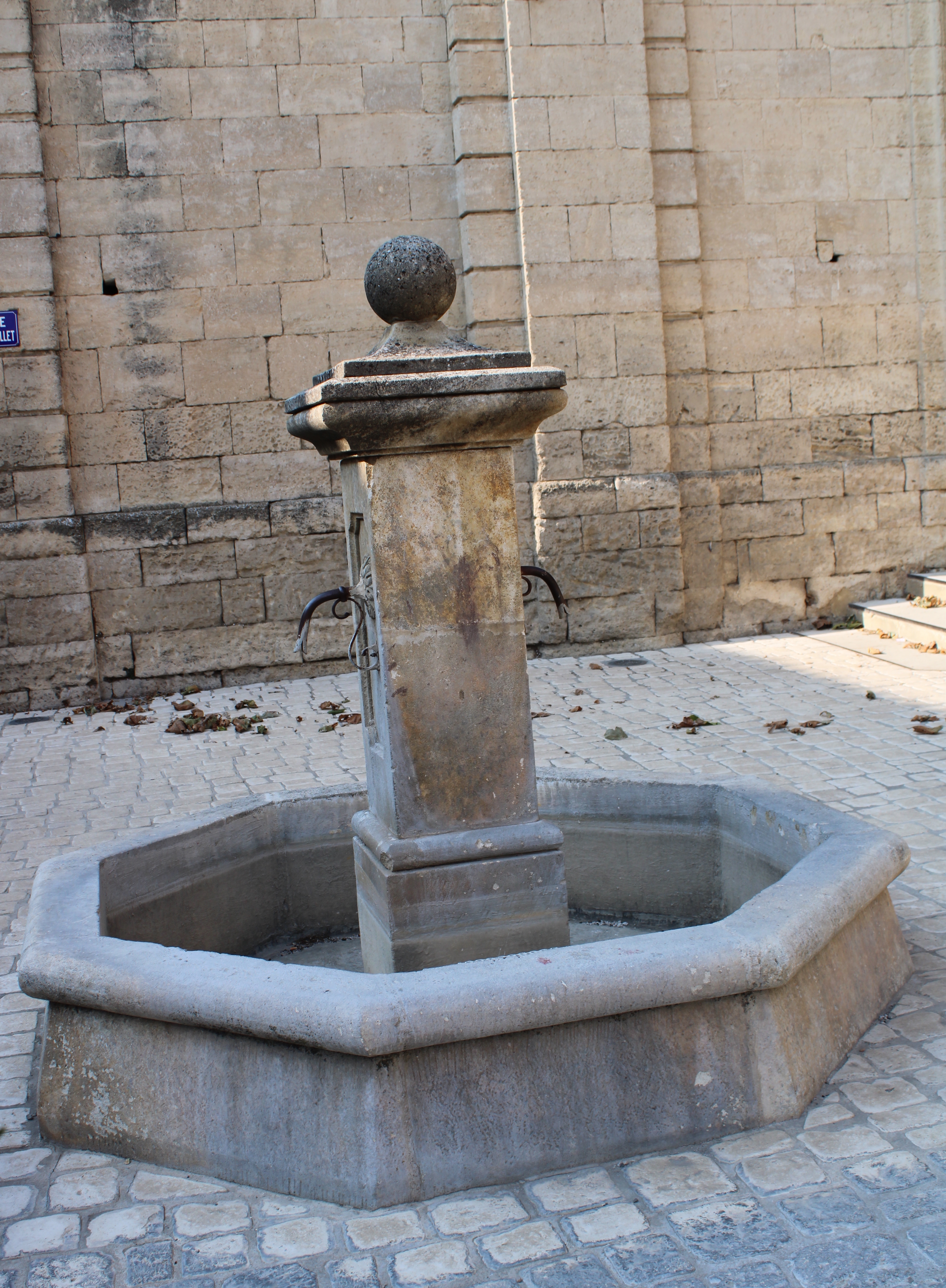
La fontaine de la Place du 14 Juillet.

En 1899, la ville se voit dotée d'une gare, dénommée "Mallemort - Pont-Royal" et située sur la ligne d'Eyguières à Meyrargues. Lorsque la ligne est abandonnée et déferrée en 1950, la gare, elle, n'est pas détruite. Elle est située au sud de la commune, parallèle au Canal EDF.
Le matin du 30 janvier 2014 après une crue, une bombe de 500kg datant de la Seconde Guerre mondiale sera retrouvé aux abords de la Durance. Celle ci aurait été largué par l'United States Air Force en 1944 afin de détruire le pont de pertuis sans succés.

## Politique et administration

### Administration municipale
Le nombre d'habitants au dernier recensement étant compris entre 5 000 et 9 999, le nombre de membres du conseil municipal est de 29.

### Liste des maires
| Période                                  | Période                       | Identité                 | Étiquette   | Qualité |
| ---------------------------------------- | ----------------------------- | ------------------------ | ----------- | --- |
| Les données manquantes sont à compléter. |                               |                          |             | |
| ca. 1877                                 |                               | Jean-Pierre Combe        |             | |
| ca. 1902                                 |                               | Jules Félix              | Républicain | Médecin Conseiller général d'Eyguières (1905 → 1910) Conseiller d'arrondissement (1883 → 1901)                               |
| ?                                        | février 1924 (démission)      | Théodore Martin          | PRRRS       | |
| mars 1924                                | mai 1935                      | Raoul Coustet            | PCF         | Cultivateur propriétaire |
| mai 1935                                 | 1946                          | Eugène Benoît            |             | |
| 1946                                     | 1966                          | Marius Taché             |             | Bourrelier |
| mars 1966                                | mars 1971                     | Louis Usclat             | PCF         | Président de coopérative, résistant                                                                                          |
| mars 1971                                | mars 2014                     | Daniel Conte (1935-2024) | PS          | Pharmacien, maire honoraire Conseiller général d'Eyguières (1973 → 2015) 1er vice-président du conseil général (1998 → 2015) |
| mars 2014                                | En cours (au 21 février 2022) | Hélène Gente-Céaglio     | DVG         | Professeure agrégée d'EPS retraitée Conseillère départementale de Pélissanne (2015 → ) Réélue pour le mandat 2020-2026       |

## Population et société

### Démographie
L'évolution du nombre d'habitants est connue à travers les recensements de la population effectués dans la commune depuis 1793. Pour les communes de moins de 10 000 habitants, une enquête de recensement portant sur toute la population est réalisée tous les cinq ans, les populations de référence des années intermédiaires étant quant à elles estimées par interpolation ou extrapolation. Pour la commune, le premier recensement exhaustif entrant dans le cadre du nouveau dispositif a été réalisé en 2005.

En 2022, la commune comptait 6 190 habitants, en évolution de +4,07 % par rapport à 2016 (Bouches-du-Rhône : +2,48 %, France hors Mayotte : +2,11 %).
| 1793  | 1800  | 1806  | 1821  | 1831  | 1836  | 1841  | 1846  | 1851  |
| ----- | ----- | ----- | ----- | ----- | ----- | ----- | ----- | ----- |
| 1 757 | 1 757 | 1 727 | 1 730 | 2 123 | 2 153 | 2 165 | 2 356 | 2 416 |

| 1856  | 1861  | 1866  | 1872  | 1876  | 1881  | 1886  | 1891  | 1896  |
| ----- | ----- | ----- | ----- | ----- | ----- | ----- | ----- | ----- |
| 2 404 | 2 395 | 2 210 | 2 195 | 2 130 | 2 149 | 2 147 | 2 059 | 2 201 |

| 1901  | 1906  | 1911  | 1921  | 1926  | 1931  | 1936  | 1946  | 1954  |
| ----- | ----- | ----- | ----- | ----- | ----- | ----- | ----- | ----- |
| 2 215 | 2 195 | 2 259 | 1 979 | 1 867 | 1 969 | 2 141 | 2 221 | 2 427 |

| 1962  | 1968  | 1975  | 1982  | 1990  | 1999  | 2005  | 2006  | 2010  |
| ----- | ----- | ----- | ----- | ----- | ----- | ----- | ----- | ----- |
| 3 029 | 3 090 | 3 344 | 3 946 | 4 366 | 4 984 | 5 501 | 5 590 | 6 041 |

| 2015  | 2020  | 2022  | - | - | - | - | - | - |
| ----- | ----- | ----- | - | - | - | - | - | - |
| 5 880 | 6 184 | 6 190 | - | - | - | - | - | - |

## Économie
Une centrale hydroélectrique utilisant les eaux de la Durance est implantée sur la commune depuis 1972. En 2017, la société Tenergie a installé une serre photovoltaïque de 33 000 m2 produisant 3,1 GWh/an. Un ancien centre de stockage des déchets non dangereux doit être reconverti en une centrale solaire photovoltaïque de 2,7 MWc par Cap vert énergie, Enercoop et Énergie Partagée d'ici 2021.

## Culture locale et patrimoine

### Lieux et monuments
- Vestiges du château (donjon).

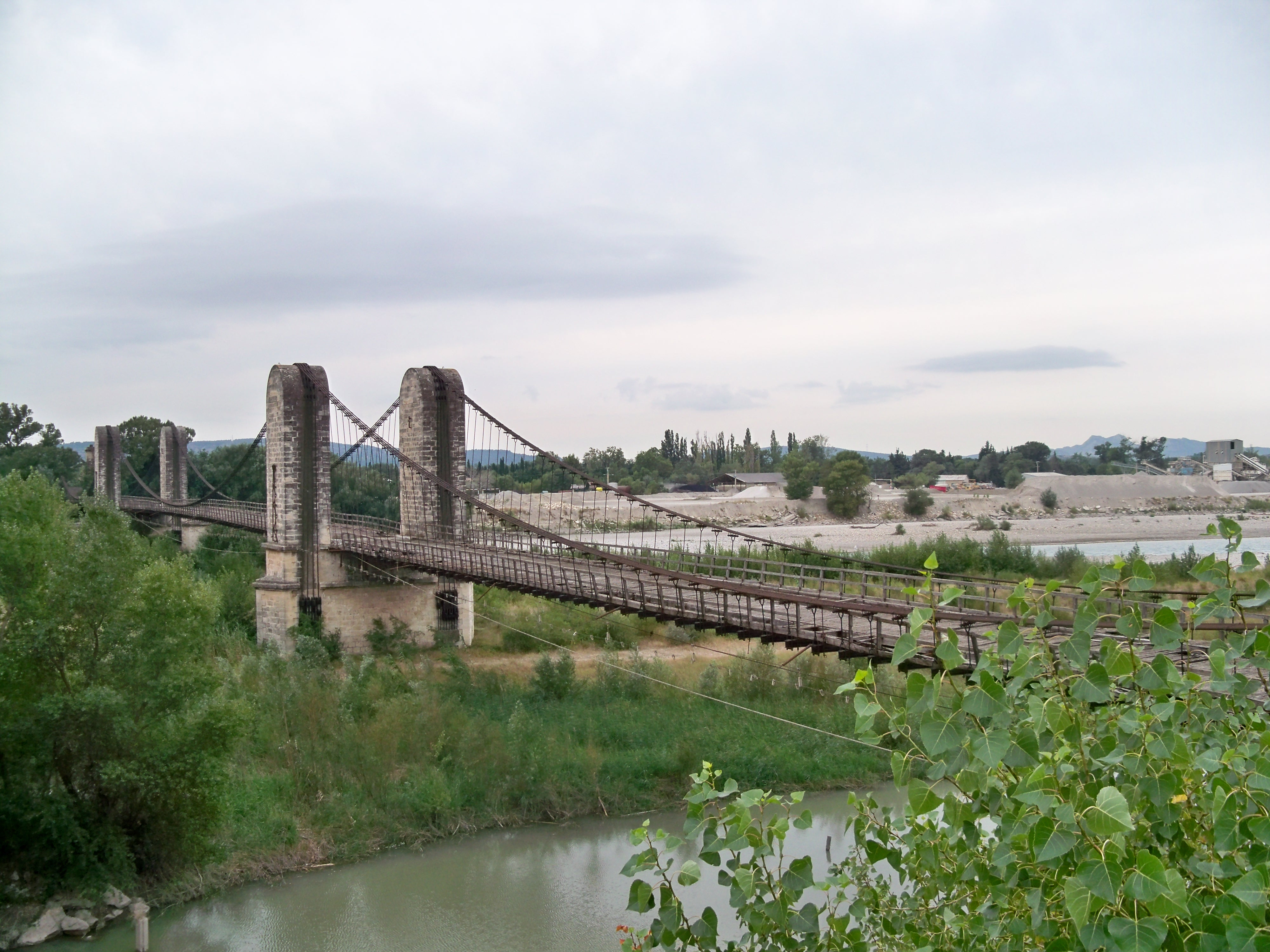
Pont suspendu sur la Durance.

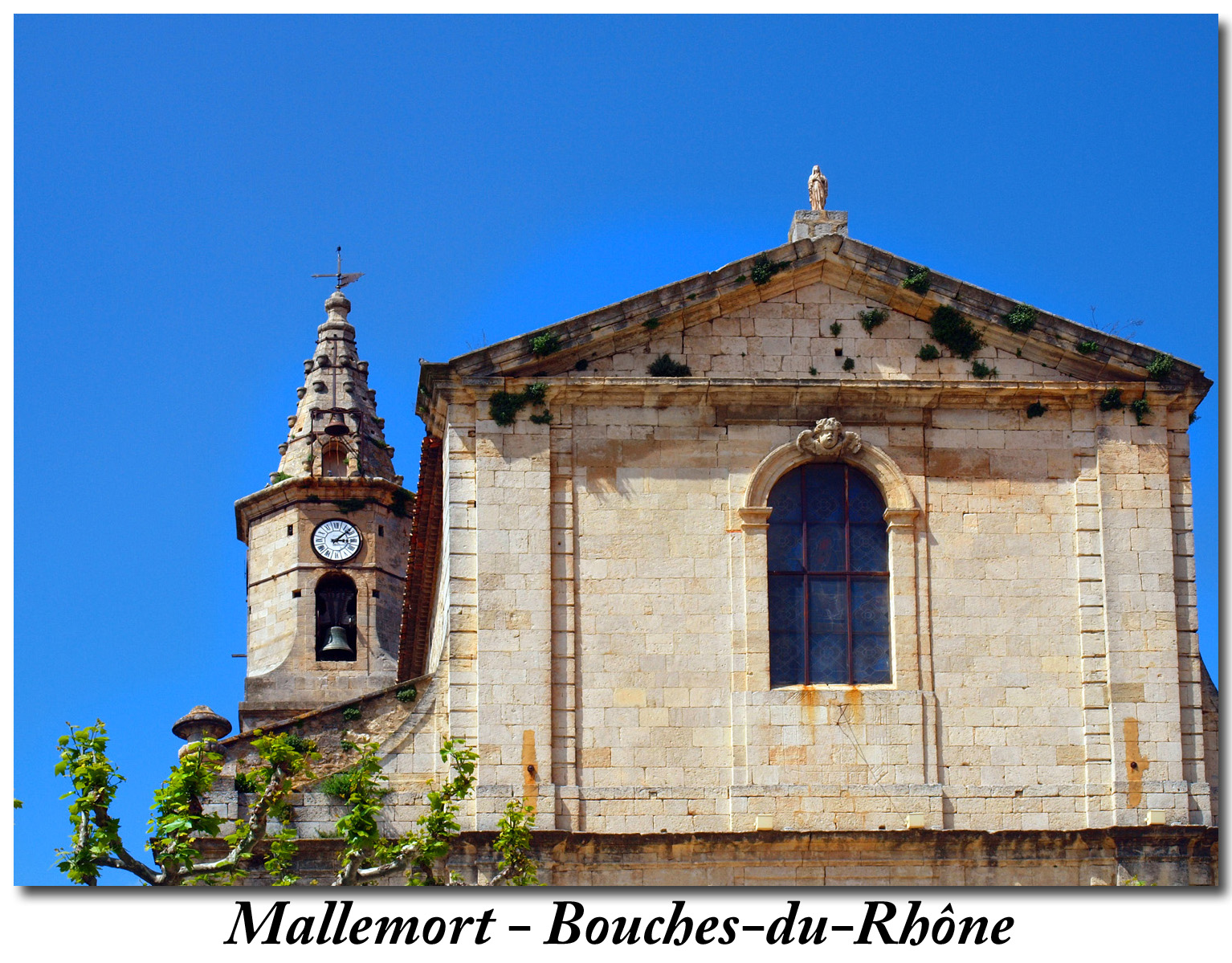
Fronton de l'Eglise Saint Michel de Mallemort.

- Église Saint-Michel de Mallemort, fortifiée.
- Le Saint Pierre.
- Le monument aux morts.
- La table d'orientation .
- Le pont suspendu est un pont franchissant la Durance, inscrit aux monuments historiques ainsi que la maison du gardien adjacente (également sur la commune de Mallemort) (cadastre A 60). Il est inscrit par arrêté du 2 juin 1986.
- Église Notre-Dame.
- Le lavoir rue de la Fontaine.
- La chapelle des Pénitents.

### Personnalités liées à la commune
- Camille Roqueplan (1802-1855), peintre dont certaines œuvres sont exposées à la bibliothèque Médicis du palais du Luxembourg ;
- Nestor Roqueplan (1804-1870), son frère, journaliste et directeur de théâtre ;
- Fernand Pauriol, résistant communiste, membre de l'orchestre rouge, mort en déportation en 1944 ;
- Simon Porte Jacquemus (1990) créateur de mode, a grandi à Mallemort ;
- Jean-Pierre Vincent (1942-2020), comédien et metteur en scène, y est mort[31];
- Bernard Ménétrel (1906-1947), assistant personnel de Philippe Pétain, médecin et personnalité de la collaboration, mort accidentellement sur le commune.

### Héraldique
| Armes de Mallemort | Les armes peuvent se blasonner ainsi : De sable à une tête de mort d'argent posée en cœur, soutenue de deux os du même passés en sautoir et surmontée d'un vase d'or couché en chef et une bordure d'argent chargée du mot MALLEMORT en lettres de sable. |

Le blason de Mallemort est le seul de France à avoir une tête de mort sur son blason.